# 핵융합

중수소-삼중수소(D-T) 핵융합 반응은 핵융합 발전의 가장 유력한 방식으로 여겨진다.

핵융합(核融合, 영어: nuclear fusion)은 물리학에서 핵분열과 상반되는 현상으로, 두 개의 원자핵이 부딪혀 새로운 하나의 무거운 원자핵으로 변환되는 반응이다.
기본적으로 원자핵은 내부의 양성자로 인해 양전하를 띠므로 두 개의 원자핵이 서로 접근하게 되면 전기적인 척력에 의해 서로 밀어내게 된다. 하지만 원자핵을 초고온으로 가열하면 원자핵의 운동에너지가 전기적 척력을 이겨내어 두 원자핵이 서로 충돌하게 된다. 그리고 이후에는 두 원자핵 사이에 강력한 인력이 작용해 하나의 원자핵으로 결합될 수 있다. 가장 가벼운 원소인 수소의 원자핵끼리 핵융합을 위해 필요한 온도는 대략 1억℃({\displaystyle 10^{8}}℃) 이상이며, 더 무거운 원자핵들 간의 핵융합에는 더 고온의 환경이 필요하다.
지구의 원소들 중, 철의 원자핵은 모든 원자핵 가운데 가장 강한 결합 에너지를 가지고 있으며, 가장 안정되어 있다. 그러므로, 철보다 가벼운 원자핵들 사이의 핵융합 반응에서는 일반적으로 주변으로 에너지를 방출하며, 철보다 무거운 원자핵들 사이의 핵융합 반응에서는 주변으로부터 에너지를 흡수한다.
다음은 가장 가벼운 원소인 수소를 활용한 핵융합반응의 대표적인 세 가지 유형이다
1. {\displaystyle {\ce {^{2}_{1}D {+}^{3}_{1}T->^{4}_{2}He(3_.5MeV) {+}n(14_.1MeV)}}}
2. {\displaystyle {\ce {^{2}_{1}D {+}^{2}_{1}D->^{3}_{1}T(1_.01MeV) {+}p(3_.02MeV)}}}
3. {\displaystyle {\ce {^{2}_{1}D{+}_{1}^{2}D->_{2}^{3}He(0_{.}82MeV){+}n(2_{.}45MeV)}}}
*D는 중수소, T는 삼중수소, 2와 3의 반응은 각각 50%의 확률로 일어난다.
핵융합 발전은 위와 같은 수소의 핵융합반응 시 발생되는 에너지를 활용해 전기를 생산하는 발전방식이다. 화력발전이나 원자력발전에 비해 에너지 생산량이 훨씬 많고 환경오염 물질을 발생시키지 않는 장점 때문에 현재 많은 나라의 연구기관들이 국가적 또는 국제적 차원에서 활발히 연구를 수행하고 있다. 국제열핵융합실험로(ITER) 프로젝트가 대표적으로, 대한민국을 포함한 7개국이 참여하고 있다.
핵융합은 태양의 에너지원으로도 잘 알려져 있는데, 태양을 포함하여 대부분의 항성에서 일어나는 핵융합반응은 수소원자를 중수소(Deuterium) 또는 삼중수소(Tritium)로 융합하고, 이들을 헬륨 원자로 융합시키는 연속적인 핵융합반응이다.
무거운 원소의 핵융합은 초신성 폭발과 같은 극단적인 경우에 발생한다. 항성 및 초신성에서의 핵융합은 자연적으로 존재하는 원소가 만들어진 가장 주요한 원인이다.
원자핵을 서로 융합하게 하는 것은 아주 많은 에너지를 필요로 한다. 이는 가장 가벼운 원소인 수소에 대해서도 사실상 마찬가지이다. 하지만 가벼운 원소가 융합해서 무거운 원소 및 자유 중성자를 만들 때, 이 과정에서 발생하는 에너지는 융합하는 데 필요로 했던 에너지 이상이다. 이러한 에너지 생성 과정, 즉 발열반응은 핵융합 반응이 스스로 지속될 수 있도록 한다.
대부분의 핵반응에서 발생하는 에너지는 화학 반응에 의해 발생하는 에너지에 비해 매우 크다. 이는 원자핵을 함께 모아주는 결합 에너지가 전자와 원자핵을 모아주는 에너지보다 훨씬 크기 때문이다. 예를 들어, 전자를 수소에 붙여서 얻는 이온화 에너지는 13.6eV이며, 이는 중수소-삼중수소(D-T) 반응에서 발생하는 17MeV의 백만분의 일조차도 되지 않는다.

## 핵융합 필요조건
핵융합이 일어나기 위해서는 커다란 에너지 장벽을 극복해야 한다. 원자핵은 양전하로 대전되어 있기 때문에 전자기력에 의해 서로를 밀쳐낸다. 하지만, 두 원자핵이 충분히 가까워지면, 전자기력은 가까운 거리에서만 작용하는 거대한 힘인 강한 핵력 즉 강력에 의해 무시되게 된다. 실제로 가까운 거리에서는 강력>전자기력>약력>중력 순으로 힘의 크기가 크다. 많은 양의 에너지를 방출하는 핵융합반응을 하려면 열이 필요한데, 이것을 열핵반응이라고 한다. 열핵반응을 일으키려면 열을 약 1000만 도 가량으로 높여야 한다. 그러면 물질은 플라즈마라는 특이한 상태로 존재하게 되는데, 플라즈마는 자유 전자와 이온으로 이루어진 기체로 물질의 형태 중 4번째이다(기체와는 독립적으로 분류). 원자핵은 보통 서로 밀어내지만 약 1000만 도로 가열되면 원자핵은 매우 활발해져 서로 융합하게 된다.
핵자(즉 양성자 혹은 중성자)가 원자핵에 결합하면, 강한 핵력은 핵자를 다른 핵자로 끌어당기게 되며, 그 중에서도 가까운 거리로 인해 인접한 핵자에 더욱 밀착시킨다. 원자핵 내부의 핵자의 경우, 표면의 핵자에 비해 훨씬 인접하는 핵자가 많다. 원자핵이 작을수록 부피에 비해 표면적의 비율이 높아지므로, 강한 핵력으로 인한 핵자 당 결합 에너지는 일반적으로 원자핵의 크기에 비례하여 증가하게 된다. 하지만 이렇게 크기에 비례하여 증가하는 핵자 당 결합 에너지는 완전히 둘러싸인 핵자의 결합 에너지를 최댓값으로 가진다.
반면, 정전기력은 거리의 역제곱에 비례하므로(다른 말로 거리의 제곱에 반비례하므로), 원자핵에 추가된 양성자는 원자핵 내부의 모든 다른 양성자로부터 정전기 배척을 느낀다. 즉 원자핵이 커지면 커질수록 정전기력으로 인한 핵자당 정전기 에너지는 최대치 없이 계속 증가하게 된다.
상반된 두 힘의 결과로 말미암아 철과 니켈에 이르는 원소까지는 핵자 당 결합 에너지가 크기에 비례하여 계속 증가하며, 이후로는 감소하게 된다. 결국, 매우 무거운 원자핵에서 결합 에너지는 음수가 되며 불안정해지는 것이다. 가장 강하게 결합된 원자핵을 결합 에너지가 높은 순으로 4개 나열해보면 62Ni, 58Fe, 56Fe, 60Ni과 같다. 비록 니켈 동위원소인 니켈-62가 더욱 안정할지라도 철 동위원소인 철-56이 수십배 더 흔하다. 이는 니켈-62가 항성 내부에서 광자 흡수를 통해 붕괴하는 경우가 훨씬 많기 때문이다.
이러한 일반적인 경향의 두드러지는 예외가 바로 헬륨-4 원자핵이다. 헬륨-4의 결합 에너지는 다음 원소인 리튬보다도 높다. 파울리 배타 원리는 이러한 예외적인 현상을 양성자와 중성자가 페르미온이며, 동일한 상태에 놓일 수 없기 때문이라고 설명한다. 각 양성자 혹은 중성자의 원자핵 내부에서의 에너지 상태는 동시에 위쪽 스핀 입자와 아래쪽 스핀 입자를 가질 수 있다. 헬륨-4는 두 양성자와 두 중성자를 가지고 있으며, 각 핵자가 모두 바닥 상태에 놓일 수 있는 이유로 해서 예외적으로 높은 결합 에너지를 지닌다. 여기에 어떤 핵자라도 추가된다면 보다 높은 에너지 상태로 변해야 한다는 것을 의미한다.
두 원자핵이 가까워지는 경우도 유사하다. 서로 가까워짐에 따라, 하나의 원자핵에 있는 모든 양성자는 다른 원자핵의 모든 양성자를 배척한다. 두 원자핵이 닿을 정도로 가까워지지 않고서야 강한 핵력은 작용할 수 없다. 결국, 최종 에너지 상태가 낮다고 하더라도, 처음의 반응이 시작되기 위해서는 엄청난 에너지 장벽을 넘어야만 한다. 이러한 에너지 장벽을 화학에서는 활성화 에너지라고 하며, 핵물리학에서는 쿨롱 장벽이라고 한다.
쿨롱 장벽은 수소의 동위원소에서 가장 낮다. 이는 수소는 원자핵 내부에 단지 하나의 양전하를 가지고 있기 때문이다. 양성자 두 개만은 불안정하며, 중성자가 관여해야만 한다. 즉 이러한 구성을 지닌 헬륨 원자핵이 이상적이며, 매우 강하게 결합되어 있다.
중수소-삼중수소 연료에서, 에너지 장벽은 0.1 MeV이다. 비교 대상으로, 수소에서 전자를 제거하기 위한 에너지는 13.6eV이며, 이 에너지의 7,500배가 필요한 것이다. 핵융합의 중간 생성물은 불안정한 헬륨-5 원자핵으로, 이는 순간적으로 14.1 MeV의 중성자를 방출한다. 남은 헬륨-4의 되튕김 에너지는 3.5 MeV이므로, 이 과정에서 발생하는 총 에너지는 17.6 MeV이다. 이 값은 에너지 장벽을 극복하기 위한 에너지보다 몇 배 높은 값이다.
만약 하나의 입자를 가속하여 다른 원자핵에 부딪힘으로 핵융합을 유발한다면, 이 핵융합은 빔-과녁 핵융합이라고 한다. 만약 두 원자핵이 모두 가속된다면 이는 빔-빔 핵융합이라고 한다. 원자핵이 열평형 근처의 플라스마의 일부라면, 이는 열핵 핵융합이라고 한다. 온도는 입자의 평균 운동 에너지의 증가 수단이며, 원자핵을 가열함으로써 입자는 에너지를 얻으며, 결국 0.1 MeV 장벽을 넘게 되는 것이다. 전자볼트와 켈빈간의 단위 변환은 0.1 MeV의 장벽은 1 기가켈빈의 매우 높은 온도에서 넘을 수 있다는 것을 보여준다.
실제로 필요한 온도를 낮출 수 있는 두가지의 효과가 존재한다. 하나는 위에서 언급한 1 기가켈빈이라는 온도가 평균 운동 에너지이며, 이 온도에서 일부 원자핵은 0.1 MeV보다 훨씬 높은 에너지를 가지며, 일부는 더 낮은 에너지를 가진다는 것이다. 즉 대부분의 핵융합 반응을 유발하는 것은 속도분포에서 고에너지쪽 끝 부분에 분포한 원자핵이라는 것이다. 다른 하나의 효과는 양자 터널링이다. 원자핵은 실제로 쿨롱 장벽을 완전히 극복할 만한 에너지를 가지지 않는다. 대신 거의 극복할만한 에너지가 되면, 남아있는 장벽을 터널링 효과를 이용해 뚫고 나갈 수 있다. 이러한 이유로, 낮은 온도에서도 비록 낮은 비율이기는 하지만 핵융합을 유도할 수 있다.

중수소-삼중수소 핵융합 반응은 70 keV (8억 켈빈)에 이르기까지 지속적으로 빠르게 증가한 뒤, 차츰 감소한다.

반응단면적 σ는 두 반응 원자핵의 상대 속도의 함수로서 핵융합 반응의 가능성을 나타내는 척도이다. 예를 들어, 열핵융합의 열분포로부터 속도분포를 구할 수 있으므로, 단면적과 속도의 곱의 분포에 대한 평균치는 핵융합의 확률을 의미한다. 반응률, 즉 단위 시간 및 단위 부피 당 핵융합의 수는 반응 물질 밀도의 곱의 <σv>배이다.
{\displaystyle f=n_{1}n_{2}\langle \sigma v\rangle }
특정 원자핵이 자기 자신과 핵융합을 한다면, 예를 들어, 중수소-중수소 반응 등에서는, {\displaystyle n_{1}n_{2}}은 {\displaystyle (1/2)n^{2}}로 치환되어야 한다.
{\displaystyle \langle \sigma v\rangle }는 실내온도에서는 거의 0이다가 10- 100 keV정도가 되면 의미를 지니게 된다. 그 정도의, 즉 일반적인 이온화 에너지(수소의 경우 13.6 eV)를 아주 상회하는 온도가 되면, 핵융합 반응물질은 플라스마 상태에 놓이게 된다.
기기의 온도와 특정 에너지 가둠 시간에 대한 함수인 <σv>은 로슨 기준에 있어서 더욱 중요해진다.

### 연료 가둠의 방법
만약 핵융합으로 생산된 에너지가 연료 자체를 뜨겁게 유지할 정도가 되면 핵융합 반응은 스스로 지속될 수 있다.
- 중력 가둠 - 로슨 기준을 만족하면서 연료를 가둘 수 있는 하나의 힘은 중력이다. 하지만, 이 과정에서 필요한 질량은 너무 커서, 이러한 중력 가둠은 단지 항성에서만 구현될 수 있다. 보다 효율적인 융합 연료인 중수소가 사용된다고 하더라도, 달 크기의 질량이 필요하다.

- 자기 가둠 - 플라스마는 매우 효율적인 전기 전도체이므로, 자기장 역시 핵융합 연료를 가둘 수 있다. 여러 자기 배치가 사용될 수 있지만, 가장 기본적인 것은 거울 가둠과 토로이드 가둠이다. 대표적인 토로이드 가둠은 토카막(tokamak)과 스텔러레이터(stellarator)이다.

- 관성 가둠 - 세 번째의 가둠 방식은 빠른 에너지 펄스를 핵융합 연료에 주입하여, 동시 다발적인 "폭발"을 유도해 초고온, 초고압 상태를 유발하는 것이다. 만약 핵연료가 충분히 밀도가 높고, 충분히 온도도 높다면, 핵융합 반응률은 매우 높게 되어, 온도가 떨어지기 이전에 연료를 거의 소진할 수 있을 것이다. 이러한 극한의 조건을 만족하기 위해, 초기의 차가운 연료는 극히 폭발적으로 압축되어야 한다. 관성 가둠은 수소폭탄에서 사용되며, 수소폭탄에서는 핵분열 폭탄에 의해 발생하는 X선이 핵융합 반응을 촉진시킨다. 관성 가둠은 폭탄 등의 제어 불가능한 핵융합이 아니라, 제어 가능한 핵융합에서도 시도 되고 있으며, 이 경우의 핵융합은 레이저, 이온, 전자 광선 등에 의해서 촉발된다.

- 뮤온 촉매 핵융합 - 뮤온 촉매 핵융합은 상온에서 일어나며 안정하고 재생산 가능한 핵융합의 방법 중 하나이다. 이것은 1980년대 초에 Steven Jones 에 의해서 자세히 연구되었다. 뮤온을 생성시킬 때 필요한 높은 에너지, 2.2µs의 짧은 반감기 그리고 새로운 알파 입자에 뮤온 입자가 속박되어 뮤온 촉매 핵융합을 정지시킬 수 있는 높은 가능성 때문에 뮤온 촉매 핵융합으로 인한 순에너지 생산은 거의 불가능하다.

Other principles[edit source | edit]
몇몇 다른 가둠 방식 역시 연구 중이다. 이 가운데에는 Farnsworth-Hirsch fusor (관성 정전기 가둠), bubble fusion 등이 있다.

## 중요한 핵융합 반응

태양의 핵융합 반응

### 천체물리학의 연쇄 반응
자연에서 가장 중요한 핵융합 반응은 항성에 에너지를 공급하는 핵융합 반응이다. 4개의 양성자가 하나의 알파 입자로 융합하면서 두 개의 양전자, 두 개의 중성미자와 에너지를 방출한다. 하지만 항성의 질량에 따라 몇 개의 반응이 각각 관여하고 있다. 태양 및 그 이하의 질량을 가진 항성의 경우, 양성자-양성자 연쇄가 지배한다. 더 무거운 항성의 경우는, CNO 순환이 더욱 중요하다. 항성 핵합성을 참조하기 바란다.
항성 내의 온도와 밀도에서의 융합반응 속도는 매우 느리다. 예를 들어, 태양 중심의 온도(약 1500만 켈빈온도)와 밀도(세제곱 센티미터(CC) 당 160그램)에서 나오는 에너지의 양은 세제곱 센티미터 당 276 마이크로 와트 정도밖에 되지 않는다. 이것은 같은 부피의 쉬고 있는 사람 몸에서 생성되는 열의 4분의 1에 지나지 않는다. 따라서 실험실에서 항성 내부의 온도와 밀도를 만들어내는 것은 완전히 비실용적이다. 핵융합의 속도는 온도에 밀접하게 영향을 받기 때문에 (~exp(-E/kT)), 지상의 발전소에서 충분한 에너지 생성속도를 얻기 위해서는 행성 내부의 10에서 100배 정도 높은 온도, 즉 1억도에서 10억 켈빈온도가 요구된다.

### 지상 핵융합 반응의 조건 및 후보
인간이 만들어내는 핵융합에 있어서는 주 된 연료가 양성자에 국한되지 않으며, 보다 높은 온도 역시 사용될 수 있으므로, 반응 단면적을 보다 넓힐 수 있다. 이는 로슨 기준을 보다 완화시키며, 초기 반응 조건을 보다 완만하게 해준다. 또 다른 고려 대상은 중성자의 생산이다. 중성자의 생산은 삼중수소를 증식시킨다는 장점이 있다. 중성자를 발생시키지 않는 핵융합은 aneutronic(無-중성자)라고 불린다.
에너지원으로 사용되기 위해, 핵융합 반응은 다음과 같은 여러 조건을 만족해야 한다.
- 발열성 - 발생한 에너지로부터 핵융합을 계속 유지해야하므로 발열반응이어야 한다는 것은 명백하다. 하지만 이 조건으로 말미암아 연료는 결합 에너지 곡선에 있어서 양성자 수가 낮은 영역에 국한된다.
- 양성자 수가 적은 원자핵 - 핵융합이 일어나기 위해서는 원자핵이 서로의 양성자끼리의 정전기력을 극복하고, 충분히 가까워져야 한다. 즉 양성자 수가 많으면 정전기력이 강해지며, 핵융합이 어려워지며, 양성자 수가 적은 원자가 반응 물질이 되어야 한다.
- 두 개의 반응 물질 - 항성 밀도 이하에서는, 세 물체가 융합한다는 것은 일어나기 힘든 일이다.
- 둘 이상의 생성물 - 이는 전자기력에 의존하지 않고도 에너지 및 운동량이 동시에 보존되도록 해준다.
- 양성자와 중성자 수의 보존 - 약한 상호작용에 대한 반응단면적은 너무 좁다.

소수의 반응만이 이러한 조건을 만족한다. 다음은 반응단면적이 가장 큰 (그리고 조건을 만족하는) 반응들이다.
| (1)    | D   | + | T   | → |   | 4He | (3.5 MeV)  | + |   | n   | (14.1 MeV) |   |   |            |  |     |
| (2i)   | D   | + | D   | → |   | T   | (1.01 MeV) | + |   | p   | (3.02 MeV) |   |   |            |  | 50% |
| (2ii)  |     |   |     | → |   | 3He | (0.82 MeV) | + |   | n   | (2.45 MeV) |   |   |            |  | 50% |
| (3)    | D   | + | 3He | → |   | 4He | (3.6 MeV)  | + |   | p   | (14.7 MeV) |   |   |            |  |     |
| (4)    | T   | + | T   | → |   | 4He |            | + | 2 | n   | + 11.3 MeV |   |   |            |  |     |
| (5)    | 3He | + | 3He | → |   | 4He |            | + | 2 | p   | + 12.9 MeV |   |   |            |  |     |
| (6i)   | 3He | + | T   | → |   | 4He |            | + |   | p   |            | + | n | + 12.1 MeV |  | 51% |
| (6ii)  |     |   |     | → |   | 4He | (4.8 MeV)  | + |   | D   | (9.5 MeV)  |   |   |            |  | 43% |
| (6iii) |     |   |     | → |   | 4He | (0.5 MeV)  | + |   | n   | (1.9 MeV)  | + | p | (11.9 MeV) |  | 6%  |
| (7)    | D   | + | 6Li | → | 2 | 4He | + 22.4 MeV |   |   |     |            |   |   |            |  |     |
| (8)    | p   | + | 6Li | → |   | 4He | (1.7 MeV)  | + |   | 3He | (2.3 MeV)  |   |   |            |  |     |
| (9)    | 3He | + | 6Li | → | 2 | 4He |            | + |   | p   | + 16.9 MeV |   |   |            |  |     |
| (10)   | p   | + | 11B | → | 3 | 4He | + 8.7 MeV  |   |   |     |            |   |   |            |  |     |

p (프로튬), D (중수소), T (삼중수소)는 모두 수소의 동위원소이다.

### 제동복사 손실
핵융합을 겪고 있는 이온은 그 자체로만 핵융합을 하는 것이 아니라, 전자와 함께 하는데, 전자는 이온을 중화시키며 플라스마를 형성한다. 전자의 온도는 일반적으로 이온의 온도 이상이므로, 이온과 충돌할 경우 제동복사를 방출한다. 태양 및 항성은 제동복사에 대해 불투명체이지만, 지상에서 이루어지는 핵융합로는 연관된 파장에 대해 광학 깊이가 얕다. 제동복사의 경우 반사하기도 힘들뿐더러 전기로 바꾸기도 어렵다. 그러므로 핵융합시 제동복사 손실 비율은 중요한 이득의 척도가 된다. 이 비율은 일반적으로 전력을 최대화하는 온도보다 훨씬 높은 온도에서 최대치를 가진다.
| 연료    | Ti (keV) | P핵융합/P제동복사 |
| ------- | -------- | ----------------- |
| D-T     | 50       | 140               |
| D-D     | 500      | 2.9               |
| D-3He   | 100      | 5.3               |
| 3He-3He | 1000     | 0.72              |
| p-6Li   | 800      | 0.21              |
| p-11B   | 300      | 0.57              |

오른쪽 표는 몇몇 반응에 대한 대략적인 최적 온도 및 해당 온도에서의 전력 비를 나타낸다.
하지만 핵융합의 제동복사에 대한 실질적인 비율은 여러 이유로 인해 상당히 낮아진다. 이는 계산에서 사용된 가정과 실제가 차이를 보이기 때문이다. 첫 번째 이유는, 위 계산은 핵융합 생산물의 에너지가 우선 연료 이온으로 완전히 전달되고, 이후 전자와의 충돌로 인해 에너지를 손실 한 뒤, 제동복사를 통해 에너지를 손실한다는 것을 가정하고 있다. 하지만, 핵융합 생산물은 연료 이온보다 훨씬 빠르며, 많은 경우 직접 전자로 에너지를 전달한다. 둘째로, 플라스마는 단순히 연료 이온만으로 구성되어 있다고 가정되었다. 하지만 실제로, 상당한 비율이 불순 이온이며, 이 이유로 핵융합의 제동복사에 대한 비율은 보다 낮다. 또한 모든 제안된 가둠 방식에 있어, 핵융합 생산물은 에너지를 전달할 때까지 반드시 플라스마로 존재하야하며, 그 후에도 일정 시간 플라스마로 유지된다는 가정이 있다. 마지막으로, 제동복사를 제외한 에너지 손실의 모든 경로는 무시되어있다.

## 같이 보기
- 기포 핵융합
- 상온 핵융합
- 핵분열
- 핵융합 발전
- 헬륨 핵융합
- 뮤온 촉매 핵융합
- 핵무기 설계
- 초전 핵융합
- 핵융합의 연표
- 퓨저 - 가정용 소형 핵융합로